# Emilio Insolera
Emilio Insolera est un acteur et réalisateur italo-américain, né le 29 janvier 1979 à Buenos Aires (Argentine).
Il a acquis une notoriété grâce au film Sign Gene : Les Premiers Super-héros sourds (2017), qu'il a réalisé et dans lequel il a joué le premier rôle.
En septembre 2019, il a été annoncé qu'Insolera avait rejoint le film d'espionnage The 355 de Simon Kinberg,,,, .
Entre 2022 et 2024, Insolera a collaboré à des longs métrages pour Universal Pictures, Disney et Paramount Pictures.

## Jeunesse et éducation
Emilio Insolera est né le 29 janvier 1979 à Buenos Aires, en Argentine, dans une famille italienne sourde. À la suite de l'hyperinflation galopante de 1989, la famille d'Insolera est retournée en Italie, d'abord en Sicile, puis dans diverses villes, s'installant finalement à Rome. Avant de terminer ses études secondaires, Insolera a obtenu une bourse Fulbright et une bourse Roberto Wirth pour étudier à l'Université Gallaudet à Washington, D.C., le seul collège d'arts libéraux pour les sourds au monde. Là, il a obtenu une licence en cinéma et linguistique de la langue des signes. Après avoir travaillé en freelance pour diverses maisons de production indépendantes et pour MTV à New York, il a poursuivi et obtenu une maîtrise en communication de masse avec la mention summa cum laude de l'Université de Rome La Sapienza. Bien que la langue des signes soit sa langue maternelle, Insolera parle et lit sur les lèvres couramment.

## Carrière
Insolera a écrit, réalisé et produit le long métrage de super-héros Sign Gene: Les premiers super-héros sourds. Le film, tourné entre le Japon, les États-Unis et l'Italie, se concentre sur des super-héros sourds qui ont la capacité de créer des pouvoirs surhumains grâce à l'utilisation de la langue des signes. Insolera a déclaré au Japan Times : "Créativement, tout a commencé avec le Japon. Ma première impression a été que j'avais trébuché dans le futur, mais en tant que linguiste, j'ai aussi été instantanément fasciné par le japonais et sa relation avec la langue des signes. Les kanji sont généralement des concepts ou des idées et ensuite le hiragana agit comme un pont pour la communication. C'est la même chose avec la langue des signes : nous utilisons l'alphabet manuel (épelant l'alphabet avec les mains) entre nos signes conceptuels."
Les personnages sont dotés de pouvoirs occultes, "comme ceux qui, en signant avec des pistolets à doigts, voient leurs mains se métamorphoser en véritables armes, crachant du feu et toutes sortes d'effets ; ou, en signant le mot 'fermer', peuvent fermer des portes à volonté."
Influencé par des films tels que Blade Runner (1982) de Ridley Scott et Black Rain (1989), ainsi que par le film d'animation Akira (1988), Insolera avait initialement prévu de réaliser un court-métrage, mais l'intérêt suscité a été si grand qu'il a décidé de réécrire le scénario en un long métrage. Le casting s'est fait principalement par bouche à oreille, recherchant particulièrement des locuteurs natifs de la langue des signes.
Le film a eu sa première mondiale le 8 septembre 2017 à Milan et a été diffusé dans les salles par UCI Cinemas le 14 septembre 2017.     Sa première aux États-Unis a eu lieu le 13 avril 2018  , et au Japon, il a été lancé le 14 septembre 2018. Le film a également été présenté au Pavillon italien de l'Hôtel Barrière Le Majestic lors du 71e Festival de Cannes.
Sign Gene: The First Deaf Superheroes a reçu des critiques positives. Michael Rechtshaffen, du Los Angeles Times, a décrit le film comme "une voix cinématographique fraîche et unique" et l'a qualifié de "pot-pourri au rythme rapide de séquences d'action stroboscopiques réalisées par un casting sourd, avec des effets vidéo simulant une pellicule granuleuse et rayée, et un mixage sonore enveloppant qui s'avère aussi inventif que puissant". Dans Avvenire, il est écrit que le film "plaira principalement à la jeune génération habituée au langage rapide et psychédélique des jeux vidéo ou des dessins animés japonais". Giorgia Cantarini, écrivant pour ASVOFF, souligne l'intrigue comme "intriquée et très fascinante", tandis que Michela Trigari, dans Corriere della Sera, décrit Sign Gene comme un film qui utilise la science-fiction comme un moyen de capturer l'imagination et de "rendre visible ce qui est invisible aux yeux". Paul Dakin, de Hektoen International, le qualifie de "classique culte improbable".
En novembre 2018, Insolera est apparu en couverture de Tokyo Weekender, photographié par Leslie Kee, et a également été mis en avant dans l'affiche principale de l'exposition photographique "WE ARE LOVE" à Ginza, Tokyo.
À partir de janvier 2019, Insolera a collaboré avec Striscia la notizia, une émission de télévision satirique italienne, à la production de plusieurs épisodes   , et en septembre 2019, il a été annoncé qu'il rejoignait le casting du film d'espionnage The 355 de Simon Kinberg, aux côtés de Jessica Chastain, Penélope Cruz, Édgar Ramírez et Sebastian Stan.  Le film est sorti en 2022 par Universal Pictures. Jessica Chastain, lauréate de l'Oscar de la meilleure actrice, a aidé Insolera à obtenir une audition avec Simon Kinberg, et il a obtenu le rôle de Giovanni Lupo, un hacker.
En 2022, Insolera a travaillé sur le doublage en anglais de la série Limbo de Disney réalisée par Mariano Cohn e Gastón Duprat, prêtant sa voix à un personnage sourd.
En avril 2024, Insolera a été présenté en couverture d'une exposition photographique organisée par LVMH Moët Hennessy Louis Vuitton et Supermagazine.  L'exposition a présenté 30 célébrités internationales, chacune montrant des articles de différentes Maisons de LVMH. Insolera était habillé par Loro Piana, la Maison qui lui a été assignée. Le magazine comprenait également des photos de sa famille, tous vêtus d'articles de la marque.
En juillet 2024, Paramount Pictures a sorti Here After, un thriller de Robert Salerno, dans lequel Insolera a travaillé en tant que consultant.

## Activisme
Insolera collabore avec LISMedia et le Mason Perkins Deafness Fund à la réalisation du premier dictionnaire de la Langue des Signes Italienne au format numérique, désormais disponible sur DVD et en tant qu'application.

## Filmographie

### Cinéma
- 2017 : Sign Gene: Les premiers super-héros sourds de lui-même : Tom Clerc
- 2022 : 355 (The 355) de Simon Kinberg : Giovanni Lupo
- 2024: Here After de Robert Salerno

### Télévision
- 2019-2023: Striscia la Notizia
- 2024: Limbo de Mariano Cohn e Gastón Duprat